# Frank McCourt
Francis McCourt, detto Frank (New York, 19 agosto 1930 – New York, 19 luglio 2009), è stato uno scrittore e docente statunitense.

## Biografia
(Frank McCourt in Le ceneri di Angela)
Frank McCourt è nato a New York, nel quartiere di Brooklyn da padre nordirlandese e da madre irlandese, entrambi di religione cattolica, ma la sua famiglia fece ritorno in Irlanda, suo paese di origine, a Limerick. Quando aveva 11 anni suo padre abbandonò la famiglia lasciando alla moglie 4 figli da crescere. Dopo aver lasciato la scuola a 13 anni, si dedicò a lavori saltuari per mantenere sé, sua madre e i tre fratelli sopravvissuti: Malachy, Michael e Alphonsus (Alphie). All'età di 19 anni ritornò negli Stati Uniti, ove si laureò alla New York University. Dopo aver ottenuto un master al Brooklyn College nel 1958, McCourt iniziò ad insegnare inglese presso la McKee High School e la Stuyvesant High School di New York.
È stato premiato con il Premio Pulitzer (1997) e con il National Book Critics Circle Award (1996) per il romanzo autobiografico Le ceneri di Angela (titolo originale: Angela's Ashes, 1996), pubblicato in Italia da Adelphi nel 1997; in questo libro egli racconta in maniera molto dettagliata la sua triste infanzia da povero irlandese cattolico a Limerick.
Il suo secondo libro è Che paese, l'America (1999) (titolo originale: 'Tis, pubblicato in Italia da Adelphi nel 2003), prosieguo della narrazione della sua vita in una New York proletaria del secondo dopoguerra, dove fra case di mattoni rossi, pub di emigrati irlandesi e banchine ingombre di merci, si trovò a percorrere, passo dopo passo, un faticosissimo apprendistato.
La sua ultima fatica è Ehi, prof! (2005, titolo originale:Teacher Man), pubblicato in Italia nella collana Fabula di Adelphi nel 2006, ove racconta le difficoltà di un giovane e inesperto insegnante il cui compito è quello di trasmettere il proprio sapere.
Spesso i suoi scritti sono presenti nelle antologie americane.
Il 24 ottobre 2002 la University of Western Ontario ha laureato Frank McCourt in legge, honoris causa.
Dal romanzo Le Ceneri di Angela è stato realizzato il film omonimo nel 1999 diretto da Alan Parker.
Anche suo fratello Malachy McCourt è uno scrittore autobiografico, oltre ad essere opinionista radiofonico e attore. In particolare i due fratelli hanno realizzato una rappresentazione teatrale, A Couple of Blaguards, un dialogo fra due uomini che si confrontano sulle proprie esperienze.
Nel corso del 2007 McCourt ha pubblicato il suo primo racconto per bambini, Angela and the Baby Jesus (in Italia, Angela e Gesù Bambino); l'opera si basa su una fiaba che la madre dell'autore gli raccontò quando lui aveva sei anni. McCourt, a cui era stato diagnosticato un melanoma, è morto il 19 luglio 2009 in una clinica di New York, a causa di complicanze meningeali della malattia.